# Głogoczów (gromada)
Głogoczów – dawna gromada, czyli najmniejsza jednostka podziału terytorialnego Polskiej Rzeczypospolitej Ludowej w latach 1954–1972.
Gromady, z gromadzkimi radami narodowymi (GRN) jako organami władzy najniższego stopnia na wsi, funkcjonowały od reformy reorganizującej administrację wiejską przeprowadzonej jesienią 1954 do momentu ich zniesienia z dniem 1 stycznia 1973, tym samym wypierając organizację gminną w latach 1954–1972.
Gromadę Głogoczów z siedzibą GRN w Głogoczowie utworzono – jako jedną z 8759 gromad na obszarze Polski – w powiecie myślenickim w woj. krakowskim, na mocy uchwały nr 25/IV/54 WRN w Krakowie z dnia 6 października 1954. W skład jednostki weszły obszary dotychczasowych gromad Głogoczów i Bęczarka ze zniesionej gminy Myślenice w tymże powiecie. Dla gromady ustalono 27 członków gromadzkiej rady narodowej.
30 czerwca 1960 do gromady Głogoczów przyłączono obszar zniesionej gromady Krzywaczka.
31 grudnia 1961 do gromady Głogoczów przyłączono obszar zniesionej gromady Krzyszkowice.
1 stycznia 1969 z gromady Głogoczów wyłączono wieś Krzywaczka włączając ją do nowo utworzonej gromady Sułkowice.
Gromada przetrwała do końca 1972 roku, czyli do kolejnej reformy gminnej.